# 거창 당산리 당송
거창 당산리 당송은 대한민국 경상남도 거창군 위천면 당송리에 있는 한 그루의 소나무이다. 대한민국의 천연기념물 제410호로 지정되어 있다.

## 개요
거창 당산리 당송은 나이가 600년 정도로 추정되며 높이가 14.3m, 둘레는 4.10m이다. 나무껍질은 거북등과 같이 갈라져 있으며, 밑동 부분에는 도끼자국이 남아있고, 남쪽의 가지 하나가 죽었으나 전체적으로 아름다운 모양을 유지하고 있는 소나무이다.
거창 당산리 당송은 나라에 큰 일이 있을 때마다 “웅-웅-웅”소리를 내어 미리 알려준다고 하는데 이처럼 신령스럽다하여 영송(靈松)이라 부르기도 하며, 국권을 빼앗긴 일(1910), 광복(1945) 및 한국전쟁(1950) 때에는 몇 달 전부터 밤마다 울었다는 이야기가 전해진다. 마을에서는 매년 정월 대보름마다 이 나무에 제사를 지내고 있으며, 주민 전체가 모임을 만들어 특별히 보호하고 있다.
거창 당산리 당송은 민속적·생물학적 자료로서의 가치가 높아 천연기념물로 지정하여 보호하고 있다.